# Monogramista E.S.
Monogramista E.S., pravděpodobně Erwin van Stege, německy Meister E.S. a Meister von 1466 (* přibližně 1420 – kolem 1468) byl pozdně gotický německý rytec grafických listů, pravděpodoběn také rytec pečetidel, zlatník a mincmistr na dvoře císaře Fridricha III. Habsburského.

## Život
Studiu o jeho původu, zdrojích inspirace a díle se věnovalo několik badatelů. Do svých edic rytin ho zařadil již Kaspar Georg Nagler, Max Lehrs mu věnoval dvě desítky studií z let 1885-1923, které uzavřel dodnes užívaným soupisem jeho díla. Naposled výsledky studia shrnul a doplnil Janez Höfler ve dvoudílné syntetické monografii z roku 2007. Předpokládá, že Mistr E. S., podobně jako anonymní Mistr hracích karet, pocházel z jihozápadního Německa nebo Švýcarska, protože styl jeho kresby lze odvodit od tamější malby ze stejného období. Monogramista E.S. mohl žít v Horním Porýní, v kontaktu se soudobými nizozemskými malíři, navštívil Mohuč a další města a kraje. Höfler podle monogramu uvažuje o jeho identifikaci s Erwinem (Erweinem) von Stege, který byl mezi léty 1456-1475 mincmistrem a řezáčem pečetí císaře Fridricha III. a zemřel kolem roku 1486.  
Mistr E.S. byl patrně vyučený zlatník, aktivní od druhé poloviny 40. let a podle termínu Meister získal kvalifikaci mistra a vedl vlastní dílnu.
Vytvářel desítky grafických předloh pro zlatnické rytiny, mimo jiné i návrh monstrance (L 306), a na grafických matricích užíval zlatnické puncy. svědčí pro to také užívání zlatnického rydla. Zejména jeho jednotlivé postavy světců a ornamenty sloužily jako předlohy pro zlatnickou práci. Vyryl také dvě podobizny patrona zlatníků Svatého Eligia a rovněž označení práce monogramem bylo standardní praxí významných zlatnických mistrů.
Německý historik umění Horst Appuhn ovšem iniciály vysvětloval v souvislosti s poutí do benediktinského kláštera Einsedeln a třemi grafickými listy Madony z Einsiedelnu z roku 1466. Appuhn soudí, že k vzhledem k rozdílné kvalitě listů, iniciály E.S. ve skutečnosti představují dílenskou značku.
V posledních letech života byl jeho asistentem jiný významný zlatník a grafik Israhel van Meckenem, který přepracoval 41 původních matric Monogramisty E.S. Je pravděpodobné, že se u něj učil také Martin Schongauer.

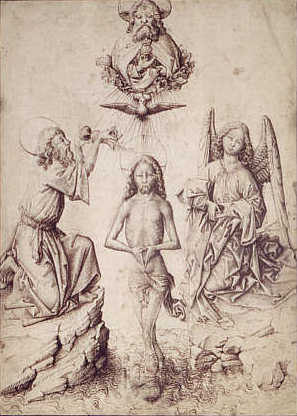
Křest Kristův, kresba

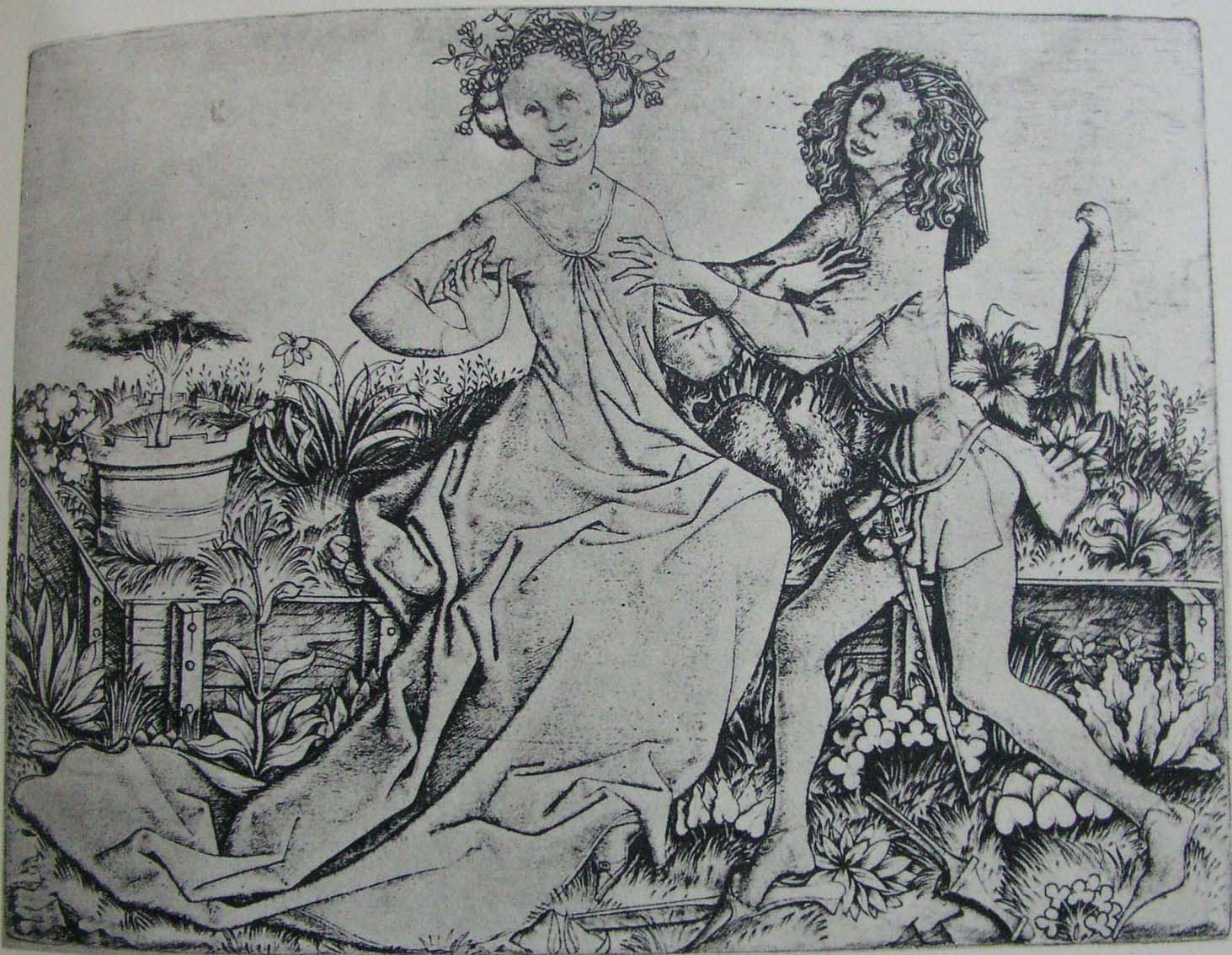
Milenecký pár v zahradě

## Dílo

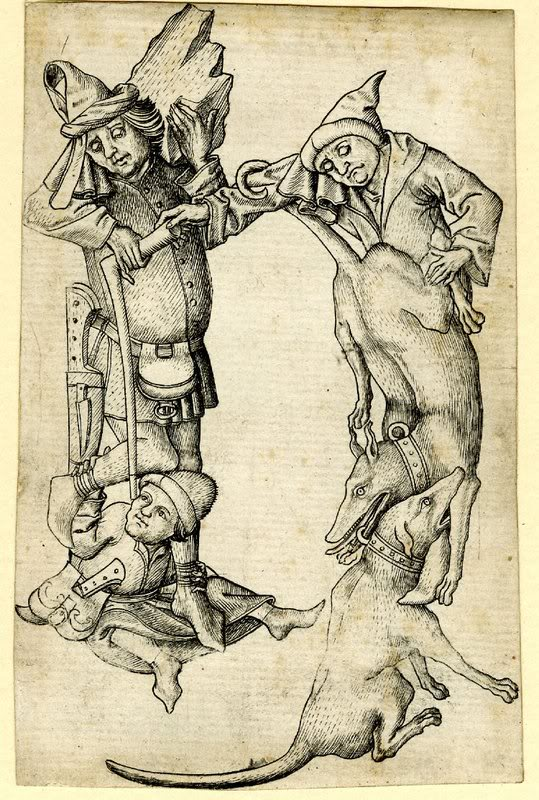
Figurální abeceda, písmeno H

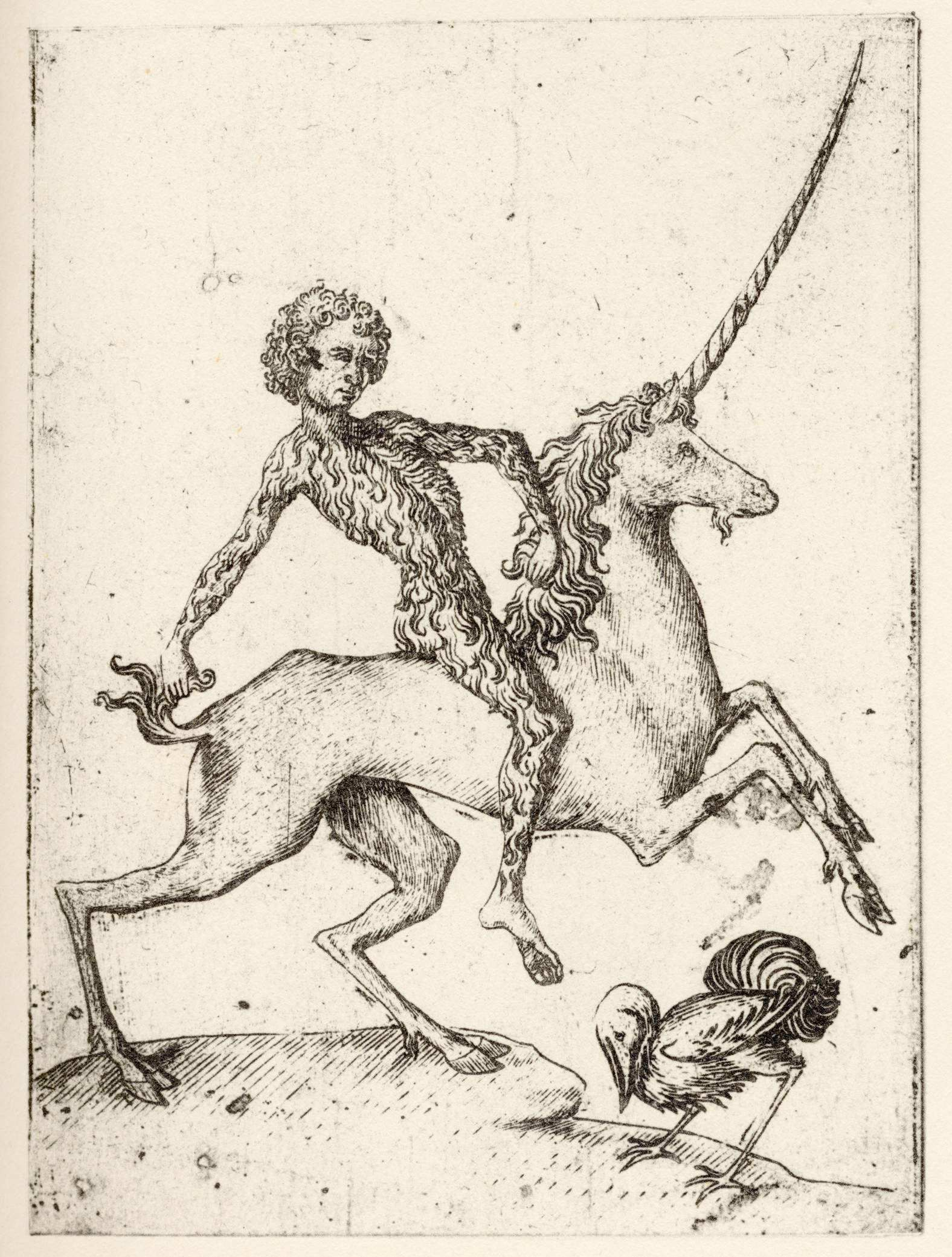
Divý muž jedoucí na jednorožci

Tento neznámý mistr byl identifikován jen podle iniciál, kterými podepisoval svoje grafické listy. Byl zároveň prvním grafikem, kdo svá díla takto označoval. Jeho význam historikové umění spatřují zejména v technické virtuozitě, v ikonografickém bohatství námětů, které zpracovával obvykle ve dvou i více variantách, řadil do cyklů a obohacoval novými detaily.  Grafické listy mistra E.S. byly hojně kopírovány a sloužily malířům a zlatníkům jako kompoziční předlohy.
Historik Alan Shestack rozlišuje v díle Monogramisty E.S. tři období: kolem roku 1450, 1450-1460 a po roce 1460. Po roce 1450 začal používat rydla k vytvoření hlubších stop, což umožnilo tisk většího množství listů (kolem 60 kusů) z jedné matrice.
Využíval stínování a znázornění prostorového objemu pomocí paralelních a křížových linií a kresba postav se zdokonalovala. I postavy, které jsou statické, mají často napjaté a zkroucené pozice. V poslední fázi tvorby jsou figury uvolněnější a v kompozicích je více využit volný nerytý povrch matrice. Sekulární a komické náměty jeho grafických listů nemají obdoby v tehdejší malbě a udržely si půvab do současnosti (Milenecký pár, Figurální abeceda). Jsou také vodítkem k tehdejší módě v oblékání.
Celkem je známo 318 originálních grafických listů autora, z toho 95 v jediném exempláři a 50 ve dvou kopiích. O celkem 38 listech Israhela van Meckenema se předpokládá, že jsou přepracovány z původních matric Monogramisty E.S.
Pouze dvě kresby (Louvre, Státní muzea v Berlíně) byly bezpečně identifikovány jako autorova díla. Ke kresbě Křest Krista, která se nachází v Louvru, existují dva grafické listy Monogramisty E.S., kde je volný prostor dodatečně vyplněn dalšími detaily.
K latinským textům Ars moriendi Umění zemřít (návodům na "Dobrou" smrt) z let 1415 a 1450, ve své době velmi populárním, vytvořil sérii jedenácti rytin podle starších knižních iluminací.

## Významné grafické listy )
Chronologické řazení podle Janeze Höflera, označení podle soupisu Maxe Lehrse

### 1440/1445-1450
- Šalamounův soud (L.22)
- Vize císaře Augusta a Sibyla (L. 191, L. 192)
- Pár hudebníků u kašny v zahradě (L. 203)
- Ars moriendi (Dobrá smrt, L. 175 až L. 185), některé listy cyklu se dochovaly jen v kopiích Israela van Meckenem, jsou to: Desatero svatých přikázání a deset ran egyptských; Hádanky královny ze Sáby, Mučednictví sv. Erasma; Sv. Antonín pokoušený čtyřmi démony;
- Madona s dítětem, které přináší anděl růži (L. 80)
- Zvěstování (L. 12)
- Velká zahrada s milenci a šachisty (L. 214, L. 215)
- Pár milenců na trávníku (L. 211)
- Hortus conclusus - Velká uzavřená zahrada mariánská (L.83);

### kolem 1450
- Hortus conclusus - Malá uzavřená zahrada mariánská (L. 75)
- Narození Páně (L. 23)
- Kristovy pašije (L. 37 až L. 48)
- Korunování Panny Marie (L. 36)

### 1450-1455
- Zvěstování (L. 10)
- Madona z Einsiedelnu, 1466 (L. 81)
- Bolestný Kristus se čtyřmi anděly nesoucími nástroje jeho utrpení (L. 55); repro v infoboxu
- Sedící apoštolové (L. 112 až L. 123)
- Cyklus Kristus a stojící apoštolové (L. 124 až L. 136)

### 1455-1460
- Klanění Tří králů (L. 26)
- Svatý Jiří bojující s drakem (L. 144, L. 145 a L. 146)[p 1]
- Jan Křtitel s Beránkem Božím (L. 149, průměr 182 mm), kruhový obrázek

### 1460-1465
- Velké hrací karty (L. 241 do L. 257, L. 282)
- Divý muž či žena jedoucí na jednorožci  (L 465) v kopiích Israela van Meckenem; varianty námětu: Pár divých lidí; Divý muž a medvěd
- Stigmatizace sv. Františka (L. 143)
- Samson se lvem a Filištínskými, Samson se lvem, Samson a Dalila (L. 2, L. 5)
- Pár snoubenců (L. )
- Sv. Eligius (L. 142)

### 1466-1467
- Figurální abeceda (L. 283 do L. 305)
- Dítě Ježíš jako novoročenka s emblémy šťastného života (L. )
- Apoštolové v párech (L. 94 až L. 99) 1467
- Sv. Jan Evangelista na ostrově Patmos (L. 150), 1467
- Ornamentální předlohy akantů a krabů pro zlatníky (L.309 až L. 313), 1467